# Sofia Bennani

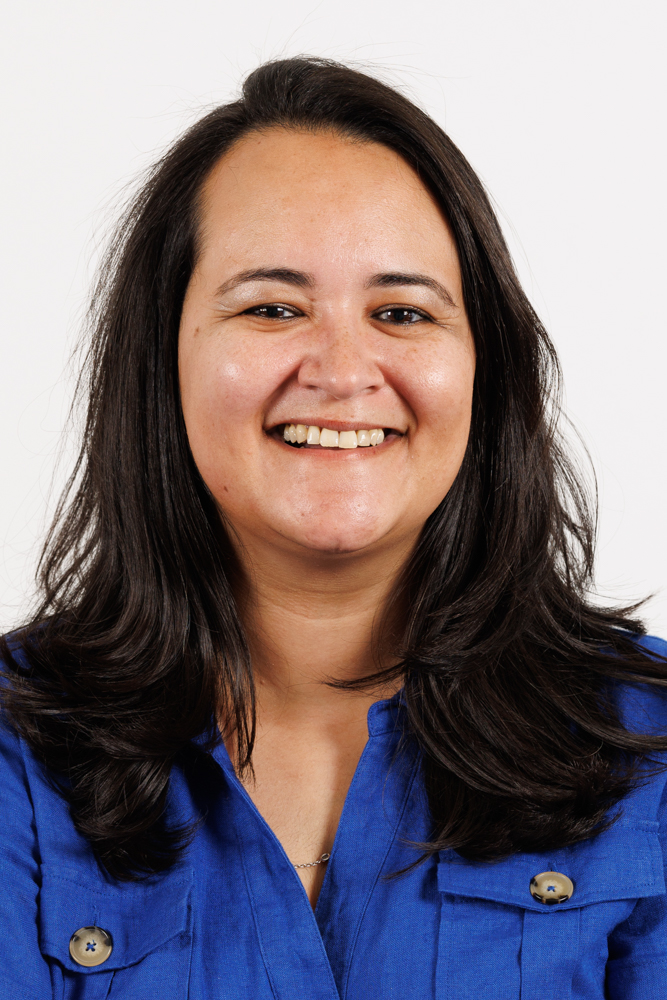
Sofia Bennani

Sofia Bennani (Elsene, 2 juli 1985) is een Belgisch politica voor Les Engagés.

## Biografie
Bennani behaalde in 2011 een diploma in boekhouden aan de hogeschool EPHEC in Schaarbeek en werkte daarna een jaar in een boekhoudkantoor in Brussel.
Sinds oktober 2012 is ze voor het cdH, sinds 2022 Les Engagés genaamd, gemeenteraadslid van Anderlecht. Van 2012 tot 2018 was Bennani er schepen van Sport en Internationale Solidariteit. Tezelfdertijd was ze van 2013 tot 2014 deeltijds kabinetsmedewerker op het kabinet van minister van Binnenlandse Zaken Joëlle Milquet en van 2014 tot 2020 bestuurder bij de Haven van Brussel. Van 2019 tot 2022 was Bennani eveneens vicevoorzitter van de Brusselse federatie van cdH/Les Engagés.
Na het einde van haar mandaat als schepen was Bennani van 2018 tot 2019 politiek adviseur op het kabinet van Julie De Groote, voorzitter van het Parlement francophone bruxellois, de assemblee van de Franse Gemeenschapscommissie. Nadien ging ze aan de slag als administratief assistent, van 2020 tot 2021 voor de Europese Commissie en van 2021 tot 2024 bij het Europees Uitvoerend Agentschap voor Gezondheid en Digitaal Beleid (HaDEA).
Bij de Brusselse gewestverkiezingen van juni 2024 werd Bennani verkozen in het Brussels Hoofdstedelijk Parlement, waar ze toetrad tot de commissie Mobiliteit.